# Khotynskyj Nationalpark
Khotynskyj Nationalpark ( ukrainsk: Хотинський національний природний парк) er en nationalpark i Ukraine, der dækker et afsnit af Dnestrkløften og Dnestr-reservoiret. Parken ligger i den vestlige del af landet på grænsen til Rumænien. Den berømte Khotyn-fæstning ligger i området. Parken ligger administrativt i Dnistrovskyj rajon i Tjernivtsi oblast.

## Topografi
Parken strækker sig 160 km langs Dnestr-floden. Dnjestr-kløften er skåret ind i det omkringliggende plateau, omfatter op til 2.000 millioner år gamle klipper af granit og gnejs, såvel som sedimentære og kalkstensbjergarter fra den nyere Kænozoikum (10-12 millioner år). Karstlandskabet understøtter nogle steder talrige huler.

## Klima og økoregion
Klimaet i Khotyn er efter Köppen klimaklassificering (Dfb) fugtigt kontinentalt klima (undertypen varm sommer). Dette klima er kendetegnet ved store temperatursvingninger, både dagligt og sæsonmæssigt, med milde somre og kolde, snedækkede vintre.

## Flora og fauna
På grund af variationen af terræn, levesteder og mikroklimaer i parken er plante- og dyrediversiteten meget høj. Over 1.500 arter af karplanter er blevet registreret i området, 57 arter af fisk, 187 arter af fugle og 40 af pattedyr.

## Offentlig brug
Udover Khotyn-fæstningen er der en bred vifte af arkæologiske og kulturelle steder i parken. Flere anlagte udflugts- og vandreruter.